# Јурисдикција
Јурисдикција потиче од латинске речи jurisdictio = правосуђе, од sintagme ius = "закон" + dicere = говорити. Пре свега јурисдикција јесте надлежност и ауторитет суда да тумачи и примени право тј, да суди. То је надлежност суда да може деловати и одлучивати у одређеним правним питањима. То право се базира на уставу.

## Карактеристике
Под овим термином означавају и поједине гране судске праксе, као грађанско правна јурисдикција или јурисдикција казненог права. Јурисдикцијом се назива ауторитет суверене власти  да управља и доноси законе.